# Rinyabesenyő
Rinyabesenyő ist eine ungarische Gemeinde im Kreis Nagyatád im Komitat Somogy. Mehr als die Hälfte der Bewohner zählen zur Volksgruppe der Roma.

## Geografische Lage
Rinyabesenyő liegt 14 Kilometer südöstlich der Kreisstadt Nagyatád in einer waldreichen Umgebung. Nachbargemeinden sind Lábod, Kőkút, Homokszentgyörgy und Görgeteg.

## Geschichte
Im Jahr 1913 gab es in der damaligen Kleingemeinde 52 Häuser und 630 Einwohner auf einer Fläche von 6292 Katastraljochen. Sie gehörte zu dieser Zeit zum Bezirk Nagyatád im Komitat Somogy.

## Infrastruktur
In Rinyabesenyő gibt es Kindergarten, Kulturhaus, Bücherei, Arztpraxis, Bürgermeisteramt sowie eine römisch-katholische Kirche.

## Sehenswürdigkeiten
- Römisch-katholische Kirche Kalazanci Szent József, erbaut im letzten Viertel des 19. Jahrhunderts im neogotischen Stil
- Waldgebiet (Öszpötei erdő) mit einer Vielzahl an Wanderwegen

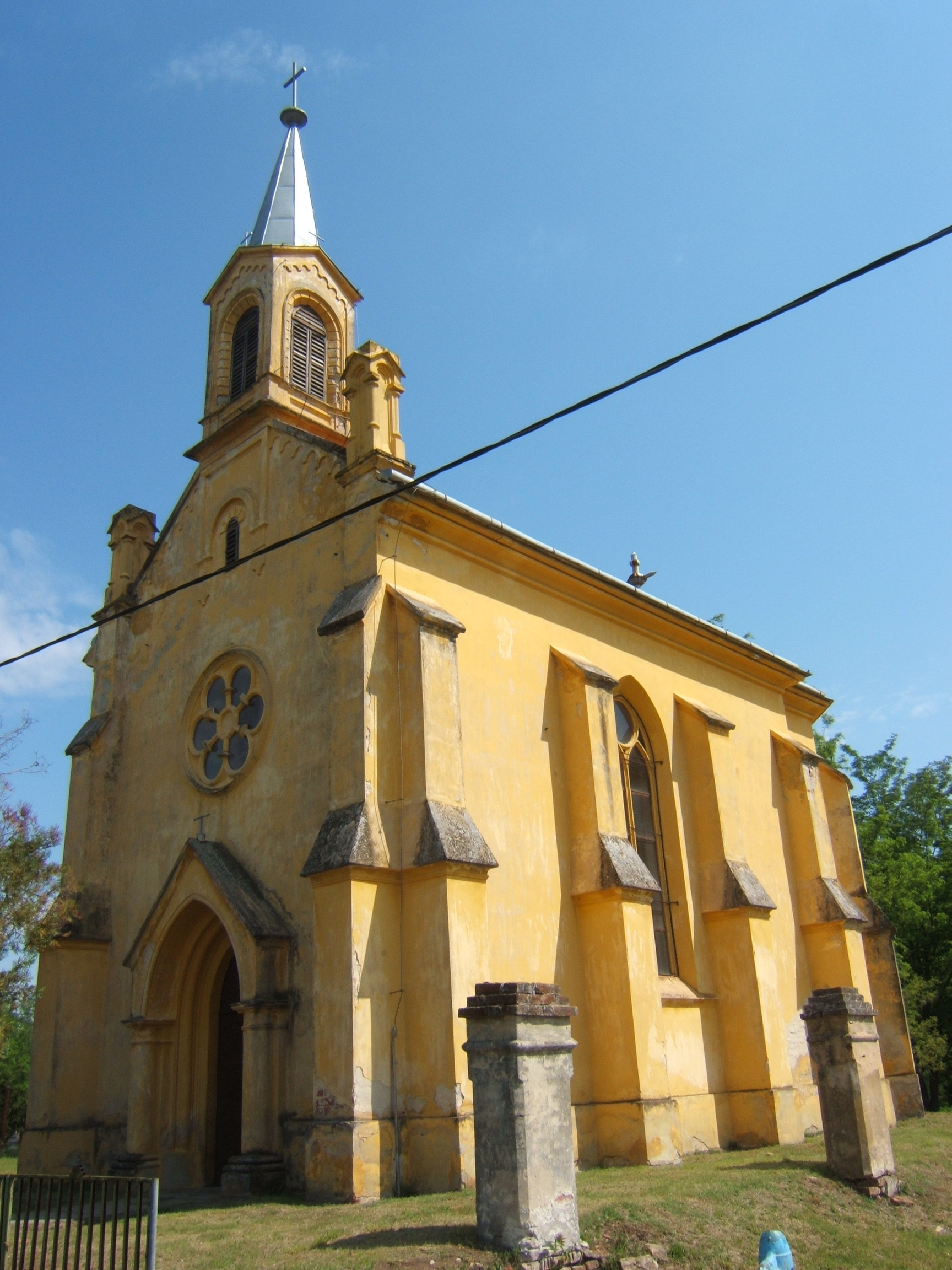
Röm.-kath. Kirche Kalazanci Szent József

## Verkehr
Rinyabesenyő ist nur über die Nebenstraße Nr. 66143 zu erreichen. Es bestehen Busverbindungen nach Lábod. Der nächstgelegene Bahnhof befindet sich in Nagyatád.